# Володіївці (Жмеринський район)
Володіївці́ (колишня назва — Верещатинці, пол. Wołodyjowce) — село в Україні, у Копайгородській селищній громаді Жмеринського району Вінницької області.

## Назва
Перша назва села — Верещатинці — згадується в реєстрі сіл 1493 року, 1506 — у підтверджувальній грамоті Симі Митковичу. Сучасна назва походить від прізвища братів Володіївецьких, яким належало село в часі перебування у складі Барського староства.

## Географія
Село розташоване на берегах річки Лядова.
Село прилягає до залізниці. На зупинному пункті Володіївці зупиняється приміський дизель-поїзд. До залізничної станції Копай — 3 кілометри. Там можна сісти і на поїзд далекого сполучення, є каса.

## Історія
Метричні книги греко-уніатської церкви Іоана Богослова за 1732 та 1755 роки зберігаються у Центральному Державному історичному архіві м. Києва. Із них видно що 1732 року у селі вже була церква та цвинтар. Оцифровані копії доступні на сайті міжнародної організації FamilySearch 
|  | Сія метрика списана року Божего 1732 місяця марта. Списана рабом Божим священним ієреєм Феодором парохом Володовецьким при храмі апостола і євангеліста Христа Іоана Богослова. |

У часі другого голодомору у 1932–1933 роках, проведеного радянською владою, за офіційними даними загинуло 9 осіб.
Згідно з переписом початку 1970-х років, у селі проживало 938 людей.
За радянських часів у селі розташовувалася бригада колгоспу, мала в користуванні 1200 гектарів землі, з них 1080 орної.
В селі працювали: дві бібліотеки, клуб, фельдшерсько-акушерський пункт, восьмирічна школа.
Улітку 2007 року до села збиралися прокладати щебеневу дорогу від селища Копайгород. Голова сільської ради Василь Дубчак повідомляв, що ґрунтову дорогу в часі дощів розмивало, а того року у Володіївцях мали закрити школу. Учні мають добиратися до Копайгорода. На той час у Володіївцях проживало 225 жителів; остання дитина в селі на той час була 2002 року народження, у місцевій дев'ятирічці навчалося 25 учнів.
У червні 2013 року секретар сільської ради Ганна Махан виданню «33-й канал» повідомляла з нагоди 520-річчя Володіївців, що населених є 108 дворів з 188 жителями.
Сільській громаді вдалося відстояти зупинку у селі приміського поїзда «Жмеринка — Могилів-Подільський», який ходить 1-2 рази на день.
12 червня 2020 року, відповідно до Розпорядження Кабінету Міністрів України № 707-р «Про визначення адміністративних центрів та затвердження територій територіальних громад Вінницької області», увійшло до складу Копайгородської селищної громади.
19 липня 2020 року, в результаті адміністративно-територіальної реформи та ліквідації Барського району, село увійшло до складу Жмеринського району.

## Слідами одного сільського весілля
У кінці ХІХ століття священником у село Володіївці призначено Івана Крижанівського. За матушку була його дружина Неоніла Варфоломіївна, до шлюбу Ткаченко, зі Жмеринки. До неї часто приїздила в гості випускниця Київської Фундуклеївської жіночої гімназії Марія Ткаченко, яка була рідною молодшою сестрою пані Неоніли. З дворічного віку, після смерті матері, дівчинка виховувалася батьком, керуючим комерційним банком міста Жмеринки. 1900 року до молодшої сестри посватався випускник юридичного факультету Київського університету Святого Володимира Андрій Лівицький, відома політична особа у Києві — керівник «Молодої Громади», сподвижник Андрія Антоновича, Миколи Порша, Миколи Міхновського та інших революціонерів, які виступали проти царату, за незалежну Україну. Одначе, батьки жениха, насамперед Миколай Лівицький, стовпові дворяни із Золотоноші Полтавської губернії (тепер це Черкаська область), не дали благословення молодим через те, що син активно займався політичною діяльністю, часто переслідувався жандармським управлінням через неблагонадійність і заклики до повалення царату, у цьому йому всяко допомагала його подруга Марія Ткаченко. Не благословив шлюбу і батько Марії — Варфоломій Семенович Ткаченко. За справу взялася старша сестра дівчини, матушка церкви села Володіївці Неоніла Крижанівська.
15 липня 1900 року у Володіївцях священик Іван Крижанівський благословив шлюб Андрія Лівицького і Марії Ткаченко. В будинку священника, який містився побіля церкви, відбулося весілля, участь у якому взяли київські студенти, які прибули на станцію Копай поїздом, місцеві жителі.
З часом наречений Андрій Лівицький став членом Української Центральної Ради, у часи буремних подій — губернський комісар УНР у Полтавщині, заступник Голови Ради Міністрів в кабінетах уряду Бориса Мартоса та Ісаака Мазепи, товариш, себто заступник міністра і міністр юстиції в цих урядах. Протягом 1920–1921 років виконувач обов'язків глави уряду УНР, а після загибелі Симона Петлюри — беззмінний керівник Директорії, головний Отаман військ УНР — з 1926 року до останнього свого дня 17 січня 1954-го- президент УНР у вигнанні. Казати б, головний страж українського душі, віри в велику славу майбутньої України в екзилі (у вигнанні).
Одружені у Володіївцях Андрій та Марія Лівицькі мали двох дітей: дочку Наталію — 1902 року народження та на пять літ молодшого сина Миколу. Наталя Андріївна Лівицька-Холодна стала знаменитою українськоє поетесою, її творчість вивчають нині у школі, прожила 102 з лишком роки (1902–2005 рр). Микола Андрійович через дванадцять літ після батька перейняв жезл Президента УНР в екзилі. Їхня мати Марія Лівицька написала і видала книгу мемуарів, озаглавлену «На грані двох віків», де, зокрема, розповідається і про заблукале весілля у Володіївцях.
Про все це написав письменник-дослідник Олександр Горобець. Статтю виставлено на сайті села тут, у Вікіпедії.

## Відтворене весілля через 119 років
За ініціативи та сценарієм київського письменника Олександра Горобця, насамперед, зусиллями голови Вінницької письменницької організації Вадима Вітковського та депутата Вінницької обласної ради Володимира Криська 15 липня 2019 року в с. Володіївцях пройшла публічна реконструкція, відтворення весілля, яке відбулося 119 років тому. На торжество з'їхалося звідусіль (із-за меж району та області) багато різних людей. Український інститут національної пам'яті прислав свою експертну оцінку події. В ній, зокрема, зазначено, що справді, 15 липня 1900 року в місцевому храмі Іоанна Богослова справді відбулося вінчання 21-літніх Андрія Лівицького та Марії Ткаченко. Це історичний факт.
Через 119 літ на фронтоні сільського храму відкрито з цієї нагоди меморіальну дошку. Відбулося святкове торжество. В церкваі розгорнуто фотоілюстрацію документів з життя і діяльності сім'ї Лівицьких — знаменитих батьків та дітей.

## Пам'ятки
У селі є пам'ятки:
- Пам'ятник 105 воїнам-односельчанам, загиблим на фронтах Великої Вітчизняної війни[6], 1967. Пам'ятка розташована біля клубу;
- церква Івана Богослова, в 2010-х роках розпочато її реконструкцію.

## Постаті
- Гулько Іван Петрович (1941—2018) — фахівець у галузі садівництва, доктор сільськогосподарських наук.